# Patrick Gibson
Patrick Gibson, nome completo Patrick Leo Kenny-Gibson (Dublino, 19 aprile 1995), è un attore irlandese.

## Biografia
Cresciuto a Dublino, inizia la carriera da attore giovanissimo mentre frequentava ancora la scuola, comparendo nella serie televisiva I Tudors. Successivamente si divide tra la recitazione e gli studi di filosofia presso il Trinity College. Ha ottenuto il suo primo ruolo cinematografico nel film di Lenny Abrahamson Cosa ha fatto Richard, del 2012.
Negli anni successivi ha recitato in varie miniserie televisive, come The Passing Bells, Guerrilla e The White Princess. Ottiene popolarità grazie al ruolo di Steve Winchell nella serie televisiva di Netflix The OA. Nel 2018 è apparso nel film di fantascienza Darkest Minds, mentre nel 2019 ottiene una parte nel film biografico Tolkien.
Nel 2022 ha interpretato il ruolo di Nikolai Lantsov nella seconda stagione della serie Netflix Tenebre e ossa. Nel 2023 è protagonista del film The Portable Door accanto a Sophie Wilde. Dal 2024 recita nel ruolo di un giovane Dexter Morgan nella serie Dexter: Original Sin.

## Filmografia

### Cinema
- Cosa ha fatto Richard (What Richard Did), regia di Lenny Abrahamson (2012)
- Gold, regia di Niall Heery (2014)
- Cherry Tree, regia di David Keating (2015)
- Property of the State, regia di Kit Ryan (2016)
- L'ora più bella (Their Finest), regia di Lone Scherfig (2016)
- In a Relationship - Amori a lungo termine (In a Relationship), regia di Sam Boyd (2018)
- Darkest Minds (The Darkest Minds), regia di Jennifer Yuh Nelson (2018)
- Tolkien, regia di Dome Karukoski (2019)
- The Portable Door, regia di Jeffrey Walker (2023)

### Televisione
- I Tudors (The Tudors) – serie TV, 3 episodi (2009)
- Primeval – serie TV, 1 episodio (2011)
- Neverland - La vera storia di Peter Pan – miniserie TV, 2 puntate (2011)
- The Passing Bells – miniserie TV, 5 puntate (2014)
- Guerrilla – miniserie TV, 3 puntate (2017)
- The White Princess – miniserie TV, 4 puntate (2017)
- The OA – serie TV, 14 episodi (2016-2019)
- The Spanish Princess – miniserie TV, puntate 1-3 (2019)
- Tenebre e ossa (Shadow and Bone) – serie TV, 8 episodi (2023)
- Dexter: Original Sin – serie TV 10 episodi (2024 - in corso)

## Doppiatori italiani
Nelle versioni in italiano delle opere in cui ha recitato, Patrick Gibson è stato doppiato da:
- Emanuele Ruzza in The OA, Dexter: Original Sin
- Daniele Giuliani in Darkest Minds
- Manuel Meli in The White Princess
- Alberto Franco in The Portable Door
- Alessandro Campaiola in Tolkien
- Danny Francucci in  In a Relationship - Amori a lungo termine
- Stefano Broccoletti in Tenebre e ossa